# Olivia Thirlby
Olivia Thirlby (Nueva York, 6 de octubre de 1986) es una actriz estadounidense, conocida por su papel como la Jueza Anderson en Dredd, y también por Leah, la mejor amiga del personaje de Elliot Page en la película Juno.
En junio de 2008, Thirlby fue descrita por la revista Vanity Fair como uno de los miembros de la "nueva ola de Hollywood", junto con otros jóvenes actores, incluyendo al reparto de Gossip Girl, The Jonas Brothers, Emma Roberts, Amanda Seyfried, Kristen Stewart, Josh Peck y Christopher Mintz-Plasse.

## Primeros años
Thirlby nació en Nueva York. Es hija de una ejecutiva de publicidad y un contratista. Creció en el vecindario de East Village en Manhattan. Asistió a la escuela Friends Seminary en el vecindario de Gramercy Park, donde se graduó en una clase de 57 estudiantes. También asistió al Festival de Artes Escénicas de French Woods en el norte de Nueva York. Tomó clases en el Teatro American Globe, y brevemente en la Royal Academy of Dramatic Art de Londres, donde completó el curso de lucha escénica en la British Academy of Stage and Screen Combat (BASSC).

## Filmografía

### Cine
| Año  | Película                       | Papel               | Notas                            |
| ---- | ------------------------------ | ------------------- | -------------------------------- |
| 2006 | United 93                      | Nicole Carol Miller |                                  |
| 2006 | Unlocked                       | Abby                |                                  |
| 2007 | Snow Angels                    | Lila Raybern        |                                  |
| 2007 | Juno                           | Leah                |                                  |
| 2007 | Love Comes Lately              | Sylvia              |                                  |
| 2007 | Si j'étais toi                 | Samantha Marris     | También titulada como The Secret |
| 2008 | The Wackness                   | Stephanie           |                                  |
| 2008 | Eve                            | Kate                | Cortometraje                     |
| 2009 | New York, I Love You           | Actriz              | Segmento: "Brett Ratner"         |
| 2009 | The Answer Man                 | Anne                |                                  |
| 2009 | Uncertainty                    | Sophie              |                                  |
| 2009 | Breaking Upwards               | Erika               |                                  |
| 2009 | What Goes Up                   | Tess Sullivan       |                                  |
|      | Solitary Man                   | Maureen             | Sin acreditar                    |
| 2010 | The No Game                    | Sara                |                                  |
| 2011 | No Strings Attached            | Katie Kurtzman      |                                  |
| 2011 | Margaret                       | Monica              |                                  |
| 2011 | The Darkest Hour               | Natalie             |                                  |
| 2012 | Being Flynn                    | Denise              |                                  |
| 2012 | Dredd                          | Jueza Anderson      |                                  |
| 2012 | Nobody Walks                   | Martine             |                                  |
| 2013 | Red Knot                       | Chole Harrison      |                                  |
| 2014 | 5 to 7                         | Jane                |                                  |
| 2014 | Just Before I Go               | Greta               |                                  |
| 2015 | El gurú de las bodas           | Alison Palmer       |                                  |
| 2015 | The Stanford Prison Experiment | Christina Maslach   |                                  |
| 2019 | Above the Shadows              | Holly               |                                  |
| 2023 | Oppenheimer                    | Lilli Hornig        |                                  |
| 2024 | Lousy Carter                   | Candela             |                                  |

### Televisión
| Año       | Título         | Papel       | Notas |
| --------- | -------------- | ----------- | --- |
| 2006–2007 | Kidnapped      | Aubrey Cain | Episodio: "Special Delivery" Episodio: "Sorry, Wrong Number" Episodio: "My Heart Belongs to Daddy" Episodio: "Front Page" Episodio: "Do Unto Others" |
| 2009      | Bored to Death | Suzanne     | Episodio: "Stockholm Syndrome" Episodio: "The Alanon Case" Episodio: "The Case of the Lonely White Dove" Episodio: "The Case of the Stolen Sperm"    |